# 280
Криза Римської імперії у 3 столітті. Правління імператора Проба. У Китаї розпочалося правління династії Західна Цзінь, в Японії триває період Ямато, в Індії період занепаду Кушанської імперії, у Персії править династія Сассанідів.
На території лісостепової України Черняхівська культура. У Північному Причорномор'ї готи й сармати.

## Події
- Закінчення Періоду трьох держав. Об'єднання Китаю династією Західна Цзінь і введення надільної системи.
- У римській провінції Єгипет Сатурній проголошений військами імператором, але незабаром ними ж убитий. У Галлії імператором проголосили Прокула, але повстання було придушене, Прокула страчено.

## Померли
- Лю Хуей, математик.